# Point S
Die Point S Deutschland GmbH ist eine unabhängige deutsche Kooperation für Reifen-, Räder- und Autoservice. Das Servicenetz von Point S besteht dabei aus mehr als 3.300 freien Point S-Betrieben in Europa.

## Unternehmensgeschichte
1983 erfolgte die Gründung der Partner GmbH durch fünf unabhängige Reifenfachhändler mit dem Ziel, einen effizienten Einkaufsverbund zu bilden. Durch die zunehmende bundesweite Öffnung dieser Kooperation für weitere mittelständische Reifenfachhändler umfasste die Partner GmbH im Jahr 1986 bereits 49 Gesellschafter. 1989 kam es zur Gründung der Reifen Ring GmbH, die auch kleineren Reifenfachhändlern die Möglichkeit zur Kooperation eröffnete. Sowohl die Partner GmbH als auch Reifen Ring gingen in der späteren Point S Deutschland GmbH auf. Die Kooperation freier Reifenhändler bot gemeinsame Ein- und Verkaufsstrategien, vereinfachte Organisations- und Arbeitsabläufe, die Nutzung gemeinsamer EDV-/IT-Systeme sowie eine einheitliche Marketingstrategie. Gleichzeitig bleibt die unternehmerische Selbstbestimmtheit und Eigenständigkeit jedes einzelnen Reifenfachhändlers innerhalb der Kooperation gewahrt.
Neben dem Ausbau des deutschlandweiten Kooperationsnetzes freier Reifenhändler wurde in den folgenden Jahren auch der Aufbau eines europaweiten Händlernetzes intensiviert, deren Aktivitäten zunehmend zentral von Ober-Ramstadt verwaltet und koordiniert wurden. Vor diesem Hintergrund kam es zur Gründung des European Tyre Coordination Committee (G.E.I.E.). 2001 wurde das Händlernetz um die Märkte Polen, Spanien und Dänemark erweitert. Anfang 2002 trat Ungarn als achte Länderorganisation der G.E.I.E. bei. 2002 schlossen sich die Partner GmbH (Deutschland), SEDA (Frankreich), Pneus Service (Italien), Reifen Partner (Österreich), Daek Ringen (Dänemark), Mega Opony (Polen) und Neumaticos Aragon (Spanien) zur Point S international AG mit Sitz in Ober-Ramstadt zusammen. Ende 2006 erfolgte die Gründung der Point S Development, der im Folgejahr weitere zehn Länder beitraten. Damit ist die Point S Development bis heute das umfangreichste Netzwerk selbstständiger Reifenfachhändler in Europa.

## Angebot/Dienstleistungen
Das Produkt- und Dienstleistungsspektrum von Point S umfasst Reifen, Räder und Autoservice. 3.300 Point S-Servicecenter werden in Europa betrieben. Der Bereich Reifen und Räder umfasst PKW-, Motorrad- und Nutzfahrzeugreifen. Das Reifensortiment beinhaltet dabei neben den Produkten etablierter Reifenhersteller auch PKW-Reifen der Eigenmarken Summerstar und Winterstar. Point S wurde in den vergangenen Jahren mehrmals in Folge mit dem Flotten-Award der Fachzeitschrift Autoflotte als „Bester Reifenservice Deutschlands“ prämiert.
Der Autoservice setzt sich aus den Dienstleistungen Inspektion, Ölservice, Glasservice, Hauptuntersuchung nach § 29 StVZO, Achsvermessung, Stoßdämpfer, Bremsenservice, Klimaservice, Autoelektrik, Batterieservice sowie Auspuffservice zusammen. Die Reparatur und Instandsetzung der Fahrzeuge erfolgt dabei markenübergreifend.